# Pean (buurtschap)
Pean is een buurtschap in de gemeente Heerenveen, in de Nederlandse provincie. Het is gelegen ten noordoosten van Nes, waar het ook formeel onder valt.
De buurtschap kent maar enkele bewoning. In de buurtschap is sinds 1968 zeilschool, groepsaccommodatie- en zeilbootverhuur Pean gevestigd, dat een groot deel van de bebouwing bevat. Pean ligt op de hoek van de Graft en de Peanster Ee, ten oosten van de lijn Akkrum - Grouw, tussen Goëngahuizen en Sorremorre.
Tot 1 januari 2014 behoorde de buurtschap Pean tot de gemeente Boornsterhem, daarvoor tot 1983 tot de gemeente Idaarderadeel. In het Oudfries werd plaatnaam vermeld als oppa eeën, wat aan het water betekent. Zie ook Aa (waternaam) voor meer informatie over oude benamingen voor water.
Dorpen: Akkrum · Bontebok · De Knipe · Gersloot · Gersloot-Polder · Haskerdijken · Heerenveen · Hoornsterzwaag · Jubbega · Katlijk · Luinjeberd · Mildam · Nes · Nieuwebrug · Nieuwehorne · Nieuweschoot · Oldeboorn · Oranjewoud · Oudehorne · Oudeschoot · Terband · Tjalleberd

Buurtschappen: Anneburen · Birstum · Brongerga · Henshuizen · Meskenwier · Oosterboorn · Oude Schouw (deels) · Pean · Poppenhuizen · Schurega · Sorremorre · Spitsendijk · Sythuizen · Warniahuizen · Welgelegen (deels)

Friesland: Steden en dorpen      Nederland: Provincies · Gemeenten